# Kyle Allen (attore)
Kyle Hamilton Allen (Livermore, 10 ottobre 1994) è un attore statunitense.

## Biografia

### Inizi
Kyle Allen è nato il 10 ottobre 1994 a Livermore, in California. Ha iniziato ad allenarsi in acrobazie in giovane età e ha frequentato la Kirov Academy of Ballet a Washington, dove, dopo aver visto Taras Domitro esibirsi in Romeo e Giulietta al Kennedy Center, si è sentito scoraggiato dal continuare a praticare ulteriormente il balletto.
Dopo la laurea, ha vissuto a Los Angeles facendo lavori commerciali e partecipando alla sincronizzazione labiale in un video musicale di Master P.

### Carriera
Nel luglio 2015, Allen venne scelto per interpretare il ruolo di Hawk Lane nella serie drammatica di Hulu The Path, accanto ad Aaron Paul e Michelle Monaghan. Al termine della serie, avvenuto nel 2018, Allen è apparso in un ruolo ricorrente in American Horror Story, e nel 2019 è stato scelto per il ruolo di Balkan, uno dei Jets, in West Side Story di Steven Spielberg, un adattamento dell'omonimo musical di Broadway.
Nel 2021, Allen è stato scelto per il ruolo di Romeo in Rosaline, una rivisitazione moderna di Romeo e Giulietta, con Kaitlyn Dever e Isabela Merced. In quello stesso anno è stato scelto per recitare anche in The Greatest Beer Run Ever, accanto a Zac Efron e Russell Crowe. Il 28 gennaio 2022, Allen è stato scelto per il ruolo di He-Man nel film live-action reboot di Netflix Masters of the Universe.
Sempre nel 2022 interpreta Skylar, un ragazzo morto in un incidente nel film The in between al fianco di Joey King.
Nel 2023 partecipa nel film Assassinio a Venezia nel ruolo di Maxime Gerard al fianco di Kenneth Branagh. 
Nel 2025 recita a fianco di Sofia Carson nella commedia romantico-drammatica La lista dei miei desideri (The Life List). 

## Filmografia

### Cinema
- Never Leave Me, regia di Jerry Buteyn - cortometraggio (2015)
- 1 Night, regia di Minhal Baig (2016)
- XX - Donne da morire (XX), regia di vari registi (2017)
- 3, regia di Giovanni M. Porta - cortometraggio (2017)
- All My Life, regia di Marc Meyers (2020)
- La mappa delle piccole cose perfette (The Map of Tiny Perfect Things), regia di Ian Samuels (2021)
- West Side Story, regia di Steven Spielberg (2021)
- The In Between - Non ti perderò (The In Between), regia di Arie Posin (2022)
- Una birra al fronte (The Greatest Beer Run Ever), regia di Peter Farrelly (2022)
- Rosaline, regia di Karen Maine (2022)
- Assassinio a Venezia (A Haunting in Venice), regia di Kenneth Branagh (2023)
- La lista dei miei desideri (The Life List), regia di Adam Brooks (2025)

### Televisione
- The Dead Diaries – serie TV, 1 episodio (2014) - solamente accreditato
- The Path – serie TV, 36 episodi (2016-2018)
- Strangers – serie TV (2018)
- American Horror Story – serie TV, 4 episodi (2018)

## Doppiatori italiani
Nelle versioni in italiano delle opere in cui ha recitato, Kyle Allen è stato doppiato da:
- Alessandro Campaiola in The Path, Rosaline, Assassinio a Venezia
- Francesco Leone Valeri in "Space Oddity"
- Alex Polidori in All My Life, The In Between - Non ti perderò
- Federico Viola in American Horror Story
- Manuel Meli in La mappa delle piccole cose perfette
- Alessio Celsa in Una birra al fronte